# Anker (släkt)
Anker är en dansk-norsk släkt med ursprung i Sverige, där släktens anfader Olof Erichsson var verksam som ankarsmed.
Bland medlemmar märks Peder Anker, Norges statsminister i Stockholm 1814–1822, och köpmannen Bernt Anker.